# Catatropis harwoodi
Catatropis harwoodi är en plattmaskart. Catatropis harwoodi ingår i släktet Catatropis och familjen Notocotylidae. Inga underarter finns listade i Catalogue of Life.